# Dasyhelea cogani
Dasyhelea cogani är en tvåvingeart som beskrevs av Wirth 1990. Dasyhelea cogani ingår i släktet Dasyhelea och familjen svidknott.
Artens utbredningsområde är Aldabra. Inga underarter finns listade i Catalogue of Life.